# جزیره ایشیگاکی
جزیره ایشیگاکی (به ژاپنی: (石垣島, Ishigaki-jima) ایشیگاکی جیما، یک جزیره ژاپنی در جنوب غربی جزیره اوکیناوا و دومین جزیره بزرگ از گروه جزیره یائه یاما، پس از جزیره اریوموته است.